# 梅日杜列琴斯克
梅日杜列琴斯克（Междуре́ченск）是俄羅斯克麥羅沃州的一個城市。2002年人口101,987人。梅日杜列琴斯克是梅日杜列琴斯克區的行政中心，不過它卻不是梅日杜列琴斯克區的一部分。